# Die Hundezeitung
Die Hundezeitung ist ein kostenloses, deutschsprachiges Print- und Online-Magazin für Hundeinteressierte, das seit 2011 erscheint. Die Printausgabe erscheint viermal jährlich mit einer Druckauflage von 100.000 Stück und hat rund 250.000 regelmäßige Leser. Sie ist damit das größte Tiermedium Österreichs (laut Österreichischer Auflagenkontrolle).

## Inhalt
Die ÖAK-geprüfte Hundezeitung behandelt Themen um den Haushund: Fragestellungen und Wissenswertes zur Erziehung und zum Training des Hundes sowie zu seiner Gesundheit und Auslastung. Informationen zu Neuigkeiten aus Wissenschaft und Forschung sowie Tipps für Freizeit und Sport, Servicethemen, aktuelle Storys, Rätselspaß, Rassenquiz, Buchempfehlungen und Eventtipps sind enthalten. Wert wird auch auf den Themenkomplex Lifestyle mit Hund gelegt. Hierzu finden sich Urlaubstipps und Sommerempfehlungen mit dem Vierbeiner. Das Print-Format ist A4.

## Redaktion und Vertrieb
Chefredakteur ist der Tierarzt Stefan Moser. In ihrer Arbeit werden die Redakteure von Tierärzten, Kynologen, Hundetrainern sowie Verhaltensbiologen unterstützt.
Die Verteilung erfolgt über österreichische Tierärzte und Kleintiermediziner, Tierheime, Messen und Partnerinstitutionen (Vereine, Handel). Darüber hinaus wird die Hundezeitung per Abonnement sowie über das Internet vertrieben.